# Zittig
Zittig (en luxemburguès: Zëtteg; en alemany: Zittig) és una vila de la comuna de Bech, situada al districte de Grevenmacher del cantó d'Echternach. Està a uns 21 km de distància de la ciutat de Luxemburg.